# Tabanus flavistriatus
Tabanus flavistriatus är en tvåvingeart som beskrevs av Schuurmans Stekhoven 1926. Tabanus flavistriatus ingår i släktet Tabanus och familjen bromsar. Inga underarter finns listade i Catalogue of Life.